# Przedwieśnia
Przedwieśnia – jezioro w woj. kujawsko-pomorskim, w powiecie żnińskim, w gminie Rogowo, leżące na terenie Pojezierza Gnieźnieńskiego w pobliżu osady Gołąbki.

## Morfometria
Według danych Instytutu Rybactwa Śródlądowego powierzchnia zwierciadła wody jeziora wynosi 13,4 ha.
Średnia głębokość zbiornika wodnego to 6,5 m, a maksymalna – 18,3 m. Objętość jeziora wynosi 870 tys. m³. Maksymalna długość jeziora to 530 m, a szerokość 380 m. Długość linii brzegowej wynosi 1650 m.
Według Atlasu jezior Polski (red. J. Jańczak, 1996) lustro wody znajduje się na wysokości 118,4 m n.p.m., natomiast według numerycznego modelu terenu udostępnionego przez Geoportal lustro wody znajduje się na wysokości 117,2 m n.p.m.
Według Mapy Podziału Hydrograficznego Polski leży na terenie zlewni ósmego poziomu Sadowicka Struga. Identyfikator MPHP to 18613422.

## Hydronimia
W źródłach z lat 1904-1940 jezioro nazywane było Golombki See. Obecnie państwowy rejestr nazw geograficznych jako zestandaryzowaną nazwę jeziora podaje Przedwieśnia, nie wymieniając żadnych nazw obocznych.

## Zagospodarowanie i ochrona środowiska
Administratorem wód jeziora jest Regionalny Zarząd Gospodarki Wodnej w Poznaniu. Utworzył on obwód rybacki, który obejmuje wody jeziora Przedwieśnia wraz z częścią wód Sadowickiej Strugi (Obwód rybacki jeziora Przedwieśnia na cieku Struga Sadowicka – Nr 1). Gospodarkę rybacką na jeziorze prowadzi Okręg Polskiego Związku Wędkarskiego w Bydgoszczy.
Jezioro Przedwieśnia pełni również funkcje rekreacyjne, nad jego wschodnim brzegiem znajduje się kąpielisko wyznaczone zgodnie z zasadami dyrektywy kąpieliskowej – Kąpielisko Ośrodka Wypoczynkowego "Jutrzenka" w Gołąbkach. W latach 2015–2022 jakość wód tego kąpieliska oceniono jako doskonałą. 
Jezioro nie jest objęte żadną formą ochrony przyrody.